# Gornja Rogatica
Gornja Rogatica (v srbské cyrilici Горња Рогатица) je vesnice v srbské Vojvodině. Administrativně je součástí opštiny Bačka Topola. V roce 2011 měla 409 obyvatel.
Vesnici založili srbští váleční veteráni z první světové války v roce 1922. Srbské obyvatelstvo tvoří 84 % jejích obyvatel. Vesnicí vede jedna silnice oblastního významu, spojující města Bačka Topola a Sombor. V roce 2010 byl ve vesnici vybudován pravoslavný kostel.

## Obyvatelstvo
- 1961: 1059
- 1971: 873
- 1981: 624
- 1991: 587
- 2002: 477